# 高山町 (春日井市)
高山町（たかやまちょう）は、愛知県春日井市の地名。

## 地理
春日井市西部に位置する。東は大手田酉町・西八田町・朝宮町、西は宮町・西高山町・前並町、南は如意申町、北は大手町に接する。

### 河川
- 新木津用水[1]

## 歴史
1996年に行われた区画整理により1丁目、2丁目、3丁目、4丁目が成立し字としては最北部にある高曽根が現存しているのみである。宮町字川原の一部の編入があったものの西高山町との区域変更、如意申町5丁目、朝宮町2丁目、3丁目、4丁目、前並町2丁目、大手町4丁目に編入したことにより八光線沿いの縦の変化は少ないものの横の広がりが大幅に細まり町域が大幅に減少している。

### 人口の変遷
国勢調査による人口および世帯数の推移。
| 1995年（平成7年）  | 924世帯 2923人  |  |
| 2000年（平成12年） | 929世帯 2803人  |  |
| 2005年（平成17年） | 1045世帯 2990人 |  |
| 2010年（平成22年） | 1163世帯 3205人 |  |
| 2015年（平成27年） | 1255世帯 3324人 |  |
| 2020年（令和2年）  | 1416世帯 3461人 |  |

## 施設
- 朝宮公園駐車場[1]

### WEB
1. ↑  “愛知県春日井市の町丁・字一覧”.   人口統計ラボ. 2021年8月15日閲覧。
2. 1 2  総務省統計局 (2022年2月10日). “令和2年国勢調査の調査結果(e-Stat) - 男女別人口，外国人人口及び世帯数－町丁・字等” (CSV). 2023年8月2日閲覧。
3. ↑  “愛知県春日井市の郵便番号一覧”.   日本郵便. 2023年10月20日閲覧。
4. ↑  “市外局番の一覧” (PDF).   総務省 (2022年3月1日). 2022年3月22日閲覧。
5. ↑  総務省統計局 (2014年3月28日). “平成7年国勢調査の調査結果(e-Stat) - 男女別人口及び世帯数 －町丁・字等” (CSV). 2021年7月20日閲覧。
6. ↑  総務省統計局 (2014年5月30日). “平成12年国勢調査の調査結果(e-Stat) - 男女別人口及び世帯数 －町丁・字等” (CSV). 2021年7月20日閲覧。
7. ↑  総務省統計局 (2014年6月27日). “平成17年国勢調査の調査結果(e-Stat) - 男女別人口及び世帯数 －町丁・字等” (CSV). 2021年7月21日閲覧。
8. ↑  総務省統計局 (2012年1月20日). “平成22年国勢調査の調査結果(e-Stat) - 男女別人口及び世帯数 －町丁・字等” (CSV). 2021年7月21日閲覧。
9. ↑  総務省統計局 (2017年1月27日). “平成27年国勢調査の調査結果(e-Stat) - 男女別人口及び世帯数 －町丁・字等” (CSV). 2021年7月21日閲覧。

### 書籍
1. 1 2 3 4  「角川日本地名大辞典」編纂委員会 1989, p. 1650.